# Museo storico aloisiano
Il Museo storico aloisiano è ospitato nell'edificio (Palazzo Aliprandi) del Collegio delle Nobili Vergini di Gesù, nel centro storico di Castiglione delle Stiviere, in provincia di Mantova.

## Opere
Nel museo è conservato molto materiale a carattere religioso riguardante la vita di san Luigi Gonzaga e una raccolta di quadri sui principali esponenti della sua famiglia, i principi Gonzaga di Castiglione.
- Scena sacra, olio su tela di Francesco Bassano;[2]
- Seppellimento del Cristo, olio su tela di Federico Barocci;[2]
- Ritratto di Luigi Alessandro Gonzaga, olio su tela 1600-1624, opera di ignoto.[3]